# Kosić
Kosić (cyr. Косић) – wieś w Czarnogórze, w gminie Danilovgrad. W 2011 roku liczyła 517 mieszkańców.